# 帕金環礁
帕金環礁是西太平洋島國密克羅尼西亞聯邦的環礁，位於波納佩島西北約30公里，由5個島嶼組成，長10公里、寬3.6公里，土地面積1.09平方公里，潟湖面積14.30平方公里，人口約90至100，與波納佩島和安特環礁合組而成謝尼亞溫群島，屬於加羅林群島的一部分。